# Bahnstrecke Washington Junction–St. Croix Junction
| Streckenlänge: | 158,2 km             |                                               |                                               |
| Spurweite: | 1435 mm (Normalspur) |                                               |                                               |
| Zweigleisigkeit: | %                    |                                               |                                               |
| |                      |                                               |                                               |
| Gesellschaft: | zuletzt Guilford     |                                               |                                               |
| \| \| \| von Brewer Junction \| \| \| \| 0,0 \| Washington Junction ME \| Washington Junction ME \| \| \| \| nach Mount Desert Ferry \| \| \| \| ca. 13 \| Eastbrook ME \| Eastbrook ME \| \| \| 15,0 \| Franklin ME \| Franklin ME \| \| \| ca. 21 \| Hannas ME \| Hannas ME \| \| \| ca. 24 \| Schoodic ME \| Schoodic ME \| \| \| 26,9 \| Tunk Lake ME (früher Tunk Pond) \| Tunk Lake ME (früher Tunk Pond) \| \| \| 31,5 \| Goodwins ME \| Goodwins ME \| \| \| ca. 35 \| Stovers ME \| Stovers ME \| \| \| 39,1 \| Unionville ME \| Unionville ME \| \| \| ca. 45 \| Lynchs ME \| Lynchs ME \| \| \| \| Narraguagus River \| \| \| \| 46,2 \| Cherryfield ME \| Cherryfield ME \| \| \| ca. 48 \| Fryes ME \| Fryes ME \| \| \| 52,8 \| Dorman ME (früher West Harrington) \| Dorman ME (früher West Harrington) \| \| \| 55,5 \| Harrington ME \| Harrington ME \| \| \| ca. 60 \| Plummers ME \| Plummers ME \| \| \| 61,6 \| Columbia ME (früher Addison) \| Columbia ME (früher Addison) \| \| \| ca. 64 \| Wards ME \| Wards ME \| \| \| \| Pleasant River \| \| \| \| 66,6 \| Columbia Falls ME \| Columbia Falls ME \| \| \| ca. 68 \| Matthews ME \| Matthews ME \| \| \| ca. 70 \| Indian River ME \| Indian River ME \| \| \| 73,4 \| Jonesboro ME \| Jonesboro ME \| \| \| \| Chandler River \| \| \| \| ca. 82 \| Watts ME \| Watts ME \| \| \| 85,6 \| Whitneyville ME \| Whitneyville ME \| \| \| \| Machias River \| \| \| \| ca. 90 \| Hilltop ME \| Hilltop ME \| \| \| 91,9 \| Machias ME \| Machias ME \| \| \| \| Hafenanschlüsse \| \| \| \| \| Middle River \| \| \| \| 95,8 \| Machiasport ME \| Machiasport ME \| \| \| 99,0 \| East Machias ME \| East Machias ME \| \| \| ca. 101 \| Gardners ME \| Gardners ME \| \| \| 101,2 \| Jacksonville ME \| Jacksonville ME \| \| \| \| East Machias River \| \| \| \| ca. 111 \| Ellis ME \| Ellis ME \| \| \| 120,2 \| Marion ME \| Marion ME \| \| \| 127,1 \| Dennysville ME \| Dennysville ME \| \| \| 138,1 \| Ayer’s Junction ME (früher Eastport Junction) \| Ayer’s Junction ME (früher Eastport Junction) \| \| \| \| nach Eastport \| \| \| \| 142,9 \| Charlotte ME \| Charlotte ME \| \| \| \| von Princeton \| \| \| \| 158,2 \| St. Croix Junction ME \| St. Croix Junction ME \| \| \| \| nach Calais \| \| |                      |                                               |                                               |
| Strecke (außer Betrieb) |                      | von Brewer Junction                           | von Brewer Junction                           |
| Bahnhof (Strecke außer Betrieb) | 0,0                  | Washington Junction ME                        | Washington Junction ME                        |
| Abzweig geradeaus, nach rechts und von rechts (Strecke außer Betrieb) |                      | nach Mount Desert Ferry                       | nach Mount Desert Ferry                       |
| Haltepunkt / Haltestelle (Strecke außer Betrieb) | ca. 13               | Eastbrook ME                                  | Eastbrook ME                                  |
| Bahnhof (Strecke außer Betrieb) | 15,0                 | Franklin ME                                   | Franklin ME                                   |
| Haltepunkt / Haltestelle (Strecke außer Betrieb) | ca. 21               | Hannas ME                                     | Hannas ME                                     |
| Haltepunkt / Haltestelle (Strecke außer Betrieb) | ca. 24               | Schoodic ME                                   | Schoodic ME                                   |
| Bahnhof (Strecke außer Betrieb) | 26,9                 | Tunk Lake ME (früher Tunk Pond)               | Tunk Lake ME (früher Tunk Pond)               |
| Haltepunkt / Haltestelle (Strecke außer Betrieb) | 31,5                 | Goodwins ME                                   | Goodwins ME                                   |
| Haltepunkt / Haltestelle (Strecke außer Betrieb) | ca. 35               | Stovers ME                                    | Stovers ME                                    |
| Bahnhof (Strecke außer Betrieb) | 39,1                 | Unionville ME                                 | Unionville ME                                 |
| Haltepunkt / Haltestelle (Strecke außer Betrieb) | ca. 45               | Lynchs ME                                     | Lynchs ME                                     |
| Brücke über Wasserlauf (Strecke außer Betrieb) |                      | Narraguagus River                             | Narraguagus River                             |
| Bahnhof (Strecke außer Betrieb) | 46,2                 | Cherryfield ME                                | Cherryfield ME                                |
| Haltepunkt / Haltestelle (Strecke außer Betrieb) | ca. 48               | Fryes ME                                      | Fryes ME                                      |
| Haltepunkt / Haltestelle (Strecke außer Betrieb) | 52,8                 | Dorman ME (früher West Harrington)            | Dorman ME (früher West Harrington)            |
| Bahnhof (Strecke außer Betrieb) | 55,5                 | Harrington ME                                 | Harrington ME                                 |
| Haltepunkt / Haltestelle (Strecke außer Betrieb) | ca. 60               | Plummers ME                                   | Plummers ME                                   |
| Bahnhof (Strecke außer Betrieb) | 61,6                 | Columbia ME (früher Addison)                  | Columbia ME (früher Addison)                  |
| Haltepunkt / Haltestelle (Strecke außer Betrieb) | ca. 64               | Wards ME                                      | Wards ME                                      |
| Brücke über Wasserlauf (Strecke außer Betrieb) |                      | Pleasant River                                | Pleasant River                                |
| Bahnhof (Strecke außer Betrieb) | 66,6                 | Columbia Falls ME                             | Columbia Falls ME                             |
| Haltepunkt / Haltestelle (Strecke außer Betrieb) | ca. 68               | Matthews ME                                   | Matthews ME                                   |
| Haltepunkt / Haltestelle (Strecke außer Betrieb) | ca. 70               | Indian River ME                               | Indian River ME                               |
| Bahnhof (Strecke außer Betrieb) | 73,4                 | Jonesboro ME                                  | Jonesboro ME                                  |
| Brücke über Wasserlauf (Strecke außer Betrieb) |                      | Chandler River                                | Chandler River                                |
| Haltepunkt / Haltestelle (Strecke außer Betrieb) | ca. 82               | Watts ME                                      | Watts ME                                      |
| Bahnhof (Strecke außer Betrieb) | 85,6                 | Whitneyville ME                               | Whitneyville ME                               |
| Brücke über Wasserlauf (Strecke außer Betrieb) |                      | Machias River                                 | Machias River                                 |
| Haltepunkt / Haltestelle (Strecke außer Betrieb) | ca. 90               | Hilltop ME                                    | Hilltop ME                                    |
| Bahnhof (Strecke außer Betrieb) | 91,9                 | Machias ME                                    | Machias ME                                    |
| Abzweig geradeaus und nach rechts (Strecke außer Betrieb) |                      | Hafenanschlüsse                               | Hafenanschlüsse                               |
| Brücke über Wasserlauf (Strecke außer Betrieb) |                      | Middle River                                  | Middle River                                  |
| Bahnhof (Strecke außer Betrieb) | 95,8                 | Machiasport ME                                | Machiasport ME                                |
| Bahnhof (Strecke außer Betrieb) | 99,0                 | East Machias ME                               | East Machias ME                               |
| Haltepunkt / Haltestelle (Strecke außer Betrieb) | ca. 101              | Gardners ME                                   | Gardners ME                                   |
| Bahnhof (Strecke außer Betrieb) | 101,2                | Jacksonville ME                               | Jacksonville ME                               |
| Brücke über Wasserlauf (Strecke außer Betrieb) |                      | East Machias River                            | East Machias River                            |
| Haltepunkt / Haltestelle (Strecke außer Betrieb) | ca. 111              | Ellis ME                                      | Ellis ME                                      |
| Bahnhof (Strecke außer Betrieb) | 120,2                | Marion ME                                     | Marion ME                                     |
| Bahnhof (Strecke außer Betrieb) | 127,1                | Dennysville ME                                | Dennysville ME                                |
| Bahnhof (Strecke außer Betrieb) | 138,1                | Ayer’s Junction ME (früher Eastport Junction) | Ayer’s Junction ME (früher Eastport Junction) |
| Abzweig geradeaus, nach rechts und von rechts (Strecke außer Betrieb) |                      | nach Eastport                                 | nach Eastport                                 |
| Bahnhof (Strecke außer Betrieb) | 142,9                | Charlotte ME                                  | Charlotte ME                                  |
| Abzweig ehemals geradeaus und von links |                      | von Princeton                                 | von Princeton                                 |
| ehemaliger Dienststation / Betriebs- oder Güterbahnhof | 158,2                | St. Croix Junction ME                         | St. Croix Junction ME                         |
| Strecke |                      | nach Calais                                   | nach Calais                                   |

Die Bahnstrecke Washington Junction–St. Croix Junction ist eine Eisenbahnstrecke in Maine (Vereinigte Staaten). Sie ist 158,2 Kilometer lang. Die normalspurige Strecke wurde zuletzt von Guilford Transportation betrieben und ist stillgelegt.

## Geschichte
Die Geschichte der Bahnstrecke geht auf das Jahr 1842 zurück. Damals wurde die Franklin Railroad gegründet, die später in Whitneyville and Machiasport Railroad umbenannt wurde. Sie baute eine Waldbahn in unbekannter Spurweite von den Wäldern westlich von Whitneyville bis zum Hafen Machiasport, die von 1843 bis 1892 benutzt wurde. Bereits Anfang der 1870er Jahre wurde die Bangor and Calais Railroad gegründet, die die namensgebenden Städte mit einer Bahnstrecke verbinden wollte. Das Projekt scheiterte jedoch.
Erst am 7. März 1893 erteilte der Staat Maine eine Konzession zum Bau einer Verbindungsstrecke zwischen der Bahnstrecke Brewer Junction–Mount Desert Ferry und der Bahnstrecke Calais–Princeton, wodurch die Verbindung Bangor–Calais hergestellt werden sollte. Die neue Strecke sollte das Trassee der kurz zuvor stillgelegten Waldbahn mitbenutzen. 1894 wurde dazu die Washington County Railroad gegründet. Die Bauarbeiten begannen zwei Jahre später von beiden Seiten und am 15. Juli 1898 gingen der erste Abschnitt von St. Croix Junction bis Eastport Junction sowie der Abzweig nach Eastport in Betrieb. Erst am 8. Oktober des Jahres erhielt die Bahngesellschaft offiziell die Erlaubnis zum Betrieb der Strecke. Am 22. November 1898 wurden die Abschnitte Washington Junction–Cherryfield und Marion–Eastport Junction eröffnet. Der Abschnitt Machias–Marion ging am 6. Dezember in Betrieb und der Lückenschluss zwischen Cherryfield und Machias erfolgte schließlich am 17. Dezember 1898. Ab 1911 führte die Maine Central Railroad den Betrieb auf der Strecke, nachdem sie die Washington County aufgekauft hatte.
Die Personenzüge fuhren in der Regel in der Relation Bangor–Calais. Mehrere Expresszüge von Boston, New York City und Washington, D.C. führten Kurswagen nach Calais, die an diese Personenzüge gehängt wurden. Am 25. November 1957 wurde der Personenverkehr eingestellt. Der Güterverkehr endete im Sommer 1985. Die Guilford Transportation, die 1981 die Maine Central Railroad und damit die Bahnstrecke übernommen hatte, beantragte daraufhin die Stilllegung der Strecke, die am 19. August 1985 genehmigt wurde. Da es immer wieder Pläne zur Reaktivierung gab und noch heute gibt, sind die Gleise größtenteils intakt. Lediglich die Bahnübergänge wurden beseitigt und ein kurzes Stück bei Harrington abgebaut.

## Streckenbeschreibung
Die insgesamt sehr kurvenreiche Strecke verläuft nicht in Flusstälern, sondern parallel zur Küste und zum Highway 1 und überquert dabei zahlreiche Flüsse und Bäche. Sie zweigt am Bahnhof Washington Junction in einem Gleisdreieck von der Bahnstrecke Brewer Junction–Mount Desert Ferry ab und führt zunächst ostwärts bis Machiasport. Ab Machiasport ändert sich die Hauptfahrtrichtung und die Strecke führt nun in Richtung Norden bis in das Tal des St. Croix River, des Grenzflusses zu Kanada.